# Louis Scotto
Pour les articles homonymes, voir Scotto.
Louis Scotto est un écrivain et poète français d'expression provençale.

## Biographie
Né le 26 février 1947 à Marseille, Louis Scotto a enseigné le provençal et les lettres à Forcalquier. En 1981, il fonde le Comité de jumelage Forcalquier-Guastalla, qu'il préside jusqu'en 2023.
Il produit des vidéos pour Lou Prouvençau à l'escolo, et dirige la rédaction de la revue En ribo de Durènço.
Il a aidé Guy Bonnet à adapter des chansons françaises en provençal.
Il est président délégué de l'Union provençale jusqu'en 2014.

## Production littéraire
Dans Estèu (2005), son premier recueil de poèmes, il évoque notamment la Catalogne.
En 2015, il fait paraître Lou Cant Trege, qui veut proposer une suite de Mireille de Mistral (reprenant ainsi une suggestion d'Azalaïs d'Arbaud) ; cet ouvrage lui vaut le prix Frédéric-Mistral,.
Certains de ses écrits ont été traduits en estonien.

## Ouvrages
- Éd. de Miro en barrant lis ieu, escouto l'uei dóu pintre, Aix-en-Provence, Imasud, 2000 (SUDOC 126538069).
- Estèu, Berre-l'Étang, L'Astrado, 2005  (ISBN 2-85391-098-9).
- Lou Cant Trege (préf. Philippe Blanchet), L'Astrado, 2014 (SUDOC 181272288).
- La fado televesioun : raconte, L'Astrado, 2019  (ISBN 978-2-35897-818-7).